# Milestone S.r.l.
Milestone S.r.l. — итальянский разработчик видеоигр из Милана, специализирующийся на гоночных играх. Он был основан Антонио Фариной в 1994 году, первоначально под названием Graffiti, прежде чем стать Milestone в 1996 году. Milestone был частью Leader Group с 2002 по 2011 год, а в августе 2019 года студия была приобретена Koch Media.

## История
Milestone был основан под названием Graffiti в 1994 году Антонио Фариной. Под постоянным руководством Фарины Graffiti была вновь основана как Milestone в 1996 году. В конце 2002 года Milestone стал частью Leader Group, многопрофильной компании по производству видеоигр. Благодаря этому переходу Milestone стал эксклюзивно аффилированной с внутренним издателем Leader Group Lago. Однако позже студия снова начала сотрудничать со сторонними издателями, поскольку сочла, что такой шаг отвечает наилучшим интересам всех вовлеченных сторон. Их положение дочерней компании также позволяло им расти и разрабатывать несколько игр для нескольких платформ одновременно; к октябрю 2007 года в студии работало 55 сотрудников. К январю 2010 года в Milestone работало 80 сотрудников, что сделало ее крупнейшим разработчиком видеоигр в Италии.
В 2011 году Milestone был преобразован в независимую компанию, стремясь к дальнейшему росту, оставаясь при этом самостоятельным. После низкого дохода в 2 600 000€ в 2012 году Milestone прекратил разработку игр по найму и начал публиковать свои игры самостоятельно. В результате этой стратегии прибыль компании к 2017 году выросла до 28 000 000€. 14 августа 2019 года медиакомпания Koch Media заключила соглашение о полном приобретении Milestone и всей ее интеллектуальной собственности за 44 900 000€, выплаченных наличными. Приобретение было завершено позже в тот же день. До этого момента Milestone полностью принадлежал ее главному исполнительному директору Луизе Биксио, которая продолжила возглавлять компанию после приобретения. Он стал студией для лейбла Koch Media Deep Silver. В то время в Milestone работало 200 человек.
Прямо между 2017 и 2018 годами также происходит смена графического движка, переходя от собственного ПО к Unreal Engine 4 от Epic Games. Еще одна важная лицензия была приобретена в последние годы, когда в 2018 году была выпущена Monster Energy Supercross — The Official Videogame, официальная видеоигра американского чемпионата AMA по суперкроссу.
14 августа 2019 года было объявлено о продаже компании семьей владельца немецкой Koch Media, в свою очередь контролируемой THQ Nordic.
25 февраля 2021 года Milestone в сотрудничестве с Mattel анонсирует Hot Wheels Unleashed, официальную видеоигру известного бренда игрушек.

## Разработанные игры

### Как Graffiti
| Год  | Название     | Платформа                           |
| ---- | ------------ | ----------------------------------- |
| 1994 | Super Loopz  | Super Nintendo Entertainment System |
| 1995 | Iron Assault | MS-DOS                              |
| 1995 | Screamer     | MS-DOS                              |

### Как Milestone
| Год  | Название                                            | Платформа                                                                                 |
| ---- | --------------------------------------------------- | ----------------------------------------------------------------------------------------- |
| 1996 | Screamer 2                                          | MS-DOS                                                                                    |
| 1997 | Screamer Rally                                      | MS-DOS, Windows                                                                           |
| 1999 | Superbike World Championship                        | Windows                                                                                   |
| 2000 | Superbike 2000                                      | Windows, PlayStation                                                                      |
| 2000 | Superbike 2001                                      | Windows                                                                                   |
| 2003 | Racing Evoluzione                                   | Xbox                                                                                      |
| 2003 | L’eredità                                           | Windows, PlayStation 2                                                                    |
| 2005 | Alfa Romeo Racing Italiano                          | Windows, PlayStation 2, Xbox                                                              |
| 2005 | The X Factor Sing                                   | Windows, PlayStation 2                                                                    |
| 2006 | Australian Idol Sing                                | PlayStation 2                                                                             |
| 2006 | Corvette Evolution GT                               | Windows, PlayStation 2                                                                    |
| 2006 | Super-bikes Riding Challenge                        | Windows, PlayStation 2                                                                    |
| 2006 | Suzuki Super-Bikes II: Riding Challenge             | Nintendo DS, PlayStation 2                                                                |
| 2007 | MotoGP 07                                           | PlayStation 2                                                                             |
| 2007 | SBK-07: Superbike World Championship                | PlayStation 2, PlayStation 3, PlayStation Portable                                        |
| 2007 | Super PickUps                                       | PlayStation 2, Wii                                                                        |
| 2008 | MotoGP 08                                           | Windows, PlayStation 2, PlayStation 3, PlayStation Portable, Wii, Xbox 360                |
| 2008 | SBK-08: Superbike World Championship                | Windows, PlayStation 2, PlayStation 3, PlayStation Portable, Xbox 360                     |
| 2009 | SBK-09: Superbike World Championship                | Windows, PlayStation 2, PlayStation 3, PlayStation Portable, Xbox 360                     |
| 2009 | Superstars V8 Racing                                | Windows, PlayStation 3, Xbox 360                                                          |
| 2010 | SBK X: Superbike World Championship                 | Windows, PlayStation 3, Xbox 360                                                          |
| 2010 | Superstars V8: Next Challenge                       | Windows, PlayStation 3, Xbox 360                                                          |
| 2010 | WRC FIA World Rally Championship                    | Windows, PlayStation 3, Xbox 360                                                          |
| 2011 | SBK 2011: FIM Superbike World Championship          | Windows, PlayStation 3, Xbox 360                                                          |
| 2011 | WRC 2: FIA World Rally Championship                 | Windows, PlayStation 3, Xbox 360                                                          |
| 2012 | MUD: FIM Motocross World Championship               | Windows, PlayStation 3, PlayStation Vita, Xbox 360                                        |
| 2012 | SBK Generations                                     | Windows, PlayStation 3, Xbox 360                                                          |
| 2012 | WRC 3: FIA World Rally Championship                 | Windows, PlayStation 3, PlayStation Vita, Xbox 360                                        |
| 2013 | MotoGP 13                                           | Windows, PlayStation 3, PlayStation Vita, Xbox 360                                        |
| 2013 | WRC 4: FIA World Rally Championship                 | Windows, PlayStation 3, PlayStation Vita, Xbox 360                                        |
| 2013 | WRC Powerslide                                      | Windows, PlayStation 3, Xbox 360                                                          |
| 2013 | WRC Shakedown Edition                               | iOS                                                                                       |
| 2014 | MotoGP 14                                           | Windows, PlayStation 3, PlayStation 4, PlayStation Vita, Xbox 360                         |
| 2014 | MXGP: The Official Motocross Videogame              | Windows, PlayStation 3, PlayStation 4, PlayStation Vita, Xbox 360                         |
| 2015 | Karate Master 2: Knock Down Blow                    | Windows                                                                                   |
| 2015 | MotoGP 15                                           | Windows, PlayStation 3, PlayStation 4, Xbox 360, Xbox One                                 |
| 2015 | Ride                                                | Windows, PlayStation 3, PlayStation 4, Xbox 360, Xbox One                                 |
| 2016 | Ducati: 90th Anniversary                            | Windows, PlayStation 4, Xbox One                                                          |
| 2016 | MXGP2: The Official Motocross Videogame             | Windows, PlayStation 4, Xbox One                                                          |
| 2016 | Sébastien Loeb Rally EVO                            | Windows, PlayStation 4, Xbox One                                                          |
| 2016 | Valentino Rossi: The Game                           | Windows, PlayStation 4, Xbox One                                                          |
| 2017 | MotoGP 17                                           | Windows, PlayStation 4, Xbox One                                                          |
| 2017 | MXGP3: The Official Motocross Videogame             | Windows, Nintendo Switch, PlayStation 4, Xbox One                                         |
| 2017 | Ride 2                                              | Windows, PlayStation 4, Xbox One                                                          |
| 2018 | Gravel                                              | Windows, PlayStation 4, Xbox One                                                          |
| 2018 | Monster Energy Supercross: The Official Videogame   | Windows, Nintendo Switch, PlayStation 4, Xbox One                                         |
| 2018 | MotoGP 18                                           | Windows, Nintendo Switch, PlayStation 4, Xbox One                                         |
| 2018 | MXGP: Pro                                           | Windows, PlayStation 4, Xbox One                                                          |
| 2018 | Ghostly Matter                                      | Windows                                                                                   |
| 2018 | Ride 3                                              | Windows, PlayStation 4, Xbox One                                                          |
| 2019 | Monster Energy Supercross 2: The Official Videogame | Windows, Nintendo Switch, PlayStation 4, Xbox One                                         |
| 2019 | MotoGP 19                                           | Windows, Nintendo Switch, PlayStation 4, Xbox One                                         |
| 2019 | MXGP 2019                                           | Windows, PlayStation 4, Xbox One                                                          |
| 2020 | Monster Energy Supercross 3: The Official Videogame | Windows, Nintendo Switch, PlayStation 4, Stadia, Xbox One                                 |
| 2020 | MotoGP 20                                           | Windows, Nintendo Switch, PlayStation 4, Stadia, Xbox One                                 |
| 2020 | Ride 4                                              | Windows, PlayStation 4, PlayStation 5, Xbox One, Xbox Series X/S                          |
| 2020 | MXGP 2020                                           | Windows, PlayStation 4, PlayStation 5, Xbox One                                           |
| 2021 | Monster Energy Supercross: The Official Videogame 4 | Windows, PlayStation 4, PlayStation 5, Xbox One, Xbox Series X/S, Stadia                  |
| 2021 | MotoGP 21                                           | Windows, Nintendo Switch, PlayStation 4, PlayStation 5, Xbox One, Xbox Series X/S, Stadia |
| 2021 | Hot Wheels Unleashed                                | Windows, Nintendo Switch, PlayStation 4, PlayStation 5, Xbox One, Xbox Series X/S         |
| 2022 | MotoGP 22                                           | Windows, Nintendo Switch, PlayStation 4, PlayStation 5, Xbox One, Xbox Series X/S         |
| 2023 | Hot Wheels Unleashed 2: Turbocharged                | Windows, Nintendo Switch, Playstation 4, Playstation 5, Xbox One, Xbox Series X/S         |

### Отменённые игры
| Название                             | Платформа                        |
| ------------------------------------ | -------------------------------- |
| FX Racing                            | GameCube, Windows, PlayStation 2 |
| Lamborghini FX                       | Windows, PlayStation 2, Xbox     |
| SBK-07: Superbike World Championship | Windows, Xbox 360                |
| SBK-08: Superbike World Championship | Nintendo DS, Wii                 |